# Krowica
Krowica [pronunciación en polaco: /krɔˈvit͡sa/] es un pueblo en el distrito administrativo de Gmina Siedliszcze, dentro del Distrito de Chełm, Voivodato de Lublin, en Polonia oriental. Se encuentra aproximadamente 4 kilómetros al sur de Siedliszcze, 23 kilómetros al oeste de Chełm, y 43 kilómetros al este de la capital, Lublin.